# المزونه
المزونه (به عربی: المزونة) یک منطقهٔ مسکونی در تونس است که در استان سیدی بوزید واقع شده‌است. المزونه ۷٬۳۹۰ نفر جمعیت دارد.